# 大叶石龙尾
大叶石龙尾（学名：Limnophila rugosa），別名大葉田香草、田香草、水茴香、水香菜、水八角、水胡椒、水針棉、水胡椒，为玄参科石龙尾属下的一个种。可以用來釀酒。台灣花蓮縣富里鄉東里村（大庄）大滿族人用來釀酒，稱之「大滿酒」。

## 扩展阅读
維基物種上的相關：大叶石龙尾